# Mizoram
Mizoram ist ein indischer Bundesstaat mit einer Fläche von 21.087 km² und rund 1,1 Millionen Einwohnern (Volkszählung). Die Hauptstadt Mizorams ist Aizawl, und die Hauptsprache ist Mizo.

## Geographie
Mizoram ist Teil der „Sieben Schwesterstaaten“, die in einem geografischen Dreieck zwischen Bangladesch, Myanmar und der Volksrepublik China am Ostrand des indischen Subkontinents liegen. Es grenzt an die Bundesstaaten Tripura (Nordwesten), Assam (Norden) und Manipur, sowie im Osten an Myanmar und im Westen an Bangladesch.

### Größte Städte
| Stadt     | Einwohner (2011) |
| --------- | ---------------- |
| Aizawl    | 293.416          |
| Lunglei   | 57.011           |
| Champhai  | 32.734           |
| Saiha     | 25.110           |
| Kolasib   | 24.272           |
| Serchhip  | 21.158           |
| Lawngtlai | 20.830           |
| Saitual   | 11.619           |
| Khawzawl  | 11.022           |
| Vairengte | 10.554           |

## Bevölkerung

### Demografie
Nach der Volkszählung 2011 hat Mizoram 1.091.014 Einwohner. Gemessen an der Einwohnerzahl ist Mizoram nach Sikkim der zweitkleinste Bundesstaat Indiens. Die Bevölkerungsdichte liegt mit 52 Einwohnern pro Quadratkilometer weit unter dem gesamtindischen Durchschnitt von 382 Einwohnern pro Quadratkilometer. Noch niedriger ist die Bevölkerungsdichte unter den Bundesstaaten Indiens nur in Arunachal Pradesh. Die Bevölkerung konzentriert sich vor allem auf die Städte: Von allen indischen Bundesstaaten weist Mizoram mit 51,5 Prozent nach Goa die zweithöchste Verstädterungsrate auf. Im Durchschnitt leben dagegen nur 31,2 Prozent aller Inder in Städten. Mit einer Alphabetisierungsquote von 91,6 Prozent hat Mizoram nach Kerala die höchste Quote in Indien erreicht. Der Landesdurchschnitt liegt dagegen bei nur 74,0 Prozent (Stand jeweils Volkszählung 2011).
Die Bevölkerung Mizorams besteht zum größten Teil aus dem Volk der Mizos, welches sich in verschiedene Stämme teilt. Den größten der Stämme stellen die Lushai dar, welche circa zwei Drittel der Gesamtbevölkerung des Staates ausmachen. Andere wichtige Mizos-Stämme sind die Ralte, die Hmar, die Paihte, die Poi, die Mara und die Pawi. Bei den Riang, ein Unterstamm der Tripuri, und den Chakma, welche von den Arakanesen abstammen, handelt es sich um nicht-Mizo-Völker, welche in Mizoram leben.

### Sprachen
Die in Mizoram dominierende Sprache ist Mizo (Lushai), die zur tibetobirmanischen Sprachfamilie gehört und von knapp drei Viertel der Bevölkerung gesprochen wird. Mit knapp 10 % Sprechern folgt das Bengalische, eine indoarische Sprache. Den Rest der Sprecher bilden überwiegend kleinere tibetobirmanische Sprachen. Hindi wird von ungefähr 1 % gesprochen. Mizo und verwandte Sprachen wurde von 802.763 Personen gesprochen. Das eigentliche Mizo von 797.839 Menschen. Die Sprecher von bengalischen Sprachen (107.840 Personen) sind überwiegend Chakma (92.850 Personen) und Bengalis (14.986 Personen). Von den Hindisprachigen (10.677 Personen) sprachen 8929 Menschen das eigentliche Hindi. Nepali wurde von 8994 Menschen verwendet. Weitere bedeutende tibetobirmanische Sprachen sind Mara (38.177 der 41.876 Lakher), Pawi (28.624 Sprecher), Paite (22.190 Sprecher) sowie Hmar (17.981 Sprecher). Die Tripurisprachigen (32.634 Menschen) gehören meist zu den Riang (16.437 Sprecher) und Kokbarak (15.712 Sprecher).

### Religionen
Nach der Volkszählung 2011 sind 87 Prozent der Bevölkerung Mizorams Christen. 8,5 Prozent sind Buddhisten. Hindus (2,7 Prozent) und Muslime (1,4 Prozent) machen nur kleine Minderheiten aus.
Neben den benachbarten Bundesstaaten Nagaland und Meghalaya ist Mizoram einer von drei Bundesstaaten Indiens mit christlicher Bevölkerungsmehrheit. Es überwiegen das presbyterianische und baptistische Bekenntnis. Fast alle Angehörigen des Mehrheitsvolks der Mizo und weiterer tibetobirmanischen Volksgruppen (Mara, Hmar, Paite, Pawi, Khasi und Garo) bekennen sich zum Christentum. Die Mehrheit der Chakma (fast 92 Prozent Buddhisten und 7 Prozent Christen) praktizieren dagegen den Theravada-Buddhismus, welcher sich mit hinduistischen und animistischen Elementen verbindet. Hinduismus (Riang, Kokbarak, Bengalis, Hindis) und Islam (Bengalis) sind unter der aus übrigen Teilen Indiens zugewanderten Bevölkerung verbreitet.
Seit einigen Jahrzehnten identifiziert sich eine Gruppe von Angehörigen der Chin, Kuki und Mizo als Juden.
Der jüdische Glauben wird von weiteren etwa 6.000 Menschen in Indien, davon ca. 1.000 in Mizoram, praktiziert. Einige hundert sind offiziell zum orthodoxen jüdischen Glauben konvertiert und im November 2006 nach Israel emigriert. Die Mehrzahl betrachten sich dabei jedoch nicht als Konvertiten, sondern als ethnische Juden – als Abkömmlinge des verloren gegangenen biblischen Stammes Israels Manasse. Als Fremdbezeichnung hat sich der Begriff Bnei Menashe (hebräisch: Söhne des Menasse) durchgesetzt.

## Geschichte

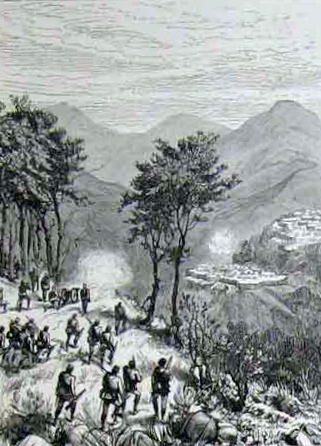
Die Lushai Expedition in Mizoram in einer Darstellung in der Illustrated London News 1889.

Aufgrund der Abgeschiedenheit des relativ unzugänglichen Berglandes blieb Mizoram lange Zeit außerhalb des Fokus der Weltpolitik und die Bevölkerung lebte in kleinen Stammesgemeinschaften, ohne größere Staatsverbände zu bilden. Ab dem 18. Jahrhundert setzte sich die Britische Ostindien-Kompanie im nahen Bengalen fest und expandierte von dort kontinuierlich weiter ins Landesinnere. Wegen der in unregelmäßigen Zeitabständen erfolgenden Raubzüge der kriegerischen Stämme Mizorams ins tiefer gelegene Flachland kam es zu Konflikten mit der britischen Kolonialmacht. Die Briten antworteten mit mehreren Strafaktionen zur Vergeltung, bei denen Siedlungen der Stammesvölker niedergebrannt und Gefangene derselben befreit wurden. Größere derartige Aktionen waren die Lushai Expedition 1871–72, die Militäraktion 1888–89 und die Chin-Lushai-Expedition 1889–90. Nach der letzteren unterwarfen sich die Mizo-Stämme vollständig. Ab 1895 gehörte das Gebiet offiziell zu Britisch-Indien und wurde Teil der Provinz Assam. Ab der zweiten Hälfte des 19. Jahrhunderts, insbesondere ab den 1890er Jahren kamen christliche Missionare ins Land, die in wenigen Jahren einen großen Teil der Bevölkerung, der zuvor animistischen Religionen angehangen hatte, zum Christentum bekehrten. Nach der Unabhängigkeit Indiens 1947 wurde das Gebiet Teil des Bundesstaats Assam. Im Jahr 1959 kam es zur sogenannten Mautam-Hungersnot und es bildete sich eine politische Bewegung, die Mizo National Famine Front (ab 1961 Mizo National Front, MNF), die eine Autonomie oder gar vollständige Unabhängigkeit Mizorams von Indien erstrebte. Im März 1966 kam es zum bewaffneten Aufstand der MNF, der niedergeschlagen wurde. Die MNF wurde 1967 als politische Organisation verboten. In Reaktion auf die Unzufriedenheiten und Autonomiebestrebungen im gesamten indischen Nordosten ordnete die Regierung von Premierministerin Indira Gandhi in den Jahren 1971/72 die territorialen Verhältnisse in Assam neu. Mizoram wurde mit Wirkung vom 21. Januar 1972 aus Assam ausgegliedert und in ein Unionsterritorium umgewandelt. Dies reichte der MNF jedoch nicht aus und der bewaffnete Widerstand ging weiter. Unter der Regierung von Premierminister Rajiv Gandhi wurde nach längeren Verhandlungen am 30. Juni 1986 ein Abkommen (Mizoram Accord) mit den Führern der MNF abgeschlossen, das den bewaffneten Widerstand beendete. Mizoram erhielt im Folgejahr am 20. Februar 1987 den Status eines indischen Bundesstaats. Die wieder zugelassene MNF wandelte sich in eine politische Partei um, nahm an Wahlen teil und stellte seither die längste Zeit die Regierungen und Chief Minister von Mizoram.

## Politik

### Politisches System

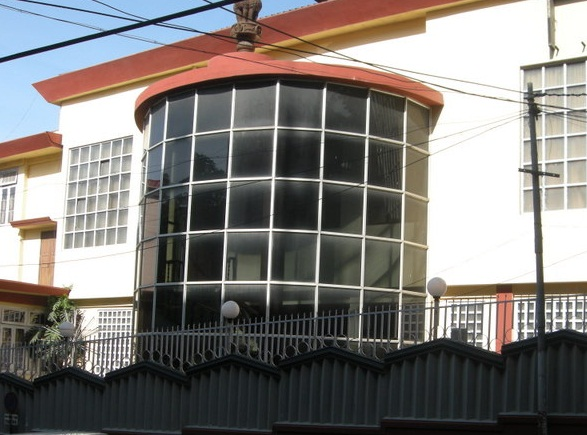
Parlamentsgebäude in Aizawl

Die Legislative des Bundesstaates Mizoram besteht aus einem Einkammernparlament, der Mizoram Legislative Assembly. Die 40 Parlamentsmitglieder werden alle fünf Jahre durch Direktwahl bestimmt. Sitz des Parlaments ist Aizawl. Der Chief Minister (Regierungschef) des Bundesstaates Mizoram wird vom Parlament gewählt. An der Spitze des Bundesstaats steht jedoch der vom indischen Präsidenten ernannte Gouverneur (Governor). Seine Hauptaufgaben sind die Ernennung des Chief Ministers und dessen Beauftragung mit der Regierungsbildung. Der für Mizoram zuständige höchste Gerichtshof ist der Gauhati High Court mit Sitz in Guwahati. Eine Zweigstelle befindet sich in Aizawl.
Im gesamtindischen Parlament ist Mizoram mit jeweils einem Abgeordneten in der Lok Sabha, dem Unterhaus, und der Rajya Sabha, dem Oberhaus, vertreten.

### Parteien
Die Parteipolitik Mizorams wird von der überregionalen Kongresspartei (INC) auf der einen und der Mizoram Democratic Alliance (MDA), einem Bündnis von Regionalparteien unter der Führung der Mizo National Front (MNF), auf der anderen Seite geprägt. Bei der letzten Parlamentswahl im Dezember 2013 errang die regierende Kongresspartei einen Erdrutschsieg und entschied 34 von 40 Wahlkreisen für sich, während die oppositionelle MDA nur sechs Parlamentssitze gewinnen konnte. Davon entfielen fünf auf die MNF und einer auf die Mizoram People′s Conference (MPC), während der dritte Bündnispartner, die Maraland Democratic Front (MDF), den Einzug ins Parlament verpasste. Als Ergebnis der Wahl wurde der Kongress-Politiker Lalthanhawla als Chief Minister bestätigt. Er bekleidete das Amt bereits seit dem 11. Dezember 2008. Bei der gesamtindischen Parlamentswahl 2014 konnte die Kongresspartei in Mizoram dem landesweit äußerst schlechten Trend trotzen und den Wahlkreis Mizoram gewinnen.
Seit 15. Dezember 2018 ist Zoramthanga von der Mizo National Front Chief Minister in Mizoram.

## Verwaltungsgliederung

Die acht Distrikte in Mizoram

Der Bundesstaat Mizoram ist in folgende elf Distrikte untergliedert (Einwohnerzahl und Bevölkerungsdichte nach der Volkszählung 2011):
| Distrikt  | Verwaltungssitz | Fläche    | Einwohner (2011) | Bev.- dichte |
| --------- | --------------- | --------- | ---------------- | ------------ |
| Aizawl    | Aizawl          | 3.576 km² | 404.054          | 113 Ew./km²  |
| Champhai  | Champhai        | 3.215 km² | 125.370          | 39 Ew./km²   |
| Kolasib   | Kolasib         | 1.384 km² | 83.054           | 60 Ew./km²   |
| Lawngtlai | Lawngtlai       | 2.553 km² | 117.444          | 46 Ew./km²   |
| Lunglei   | Lunglei         | 4.532 km² | 154.094          | 34 Ew./km²   |
| Mamit     | Mamit           | 3.063 km² | 85.757           | 28 Ew./km²   |
| Saiha     | Saiha           | 1.409 km² | 56.366           | 40 Ew./km²   |
| Serchhip  | Serchhip        | 1.410 km² | 64.875           | 46 Ew./km²   |

Zu den acht im Jahr 2011 bestehenden Distrikten kamen am 3. Juni 2019 die drei neuen Distrikte Hnahthial, Khawzawl und Saitual hinzu.

## Wirtschaft

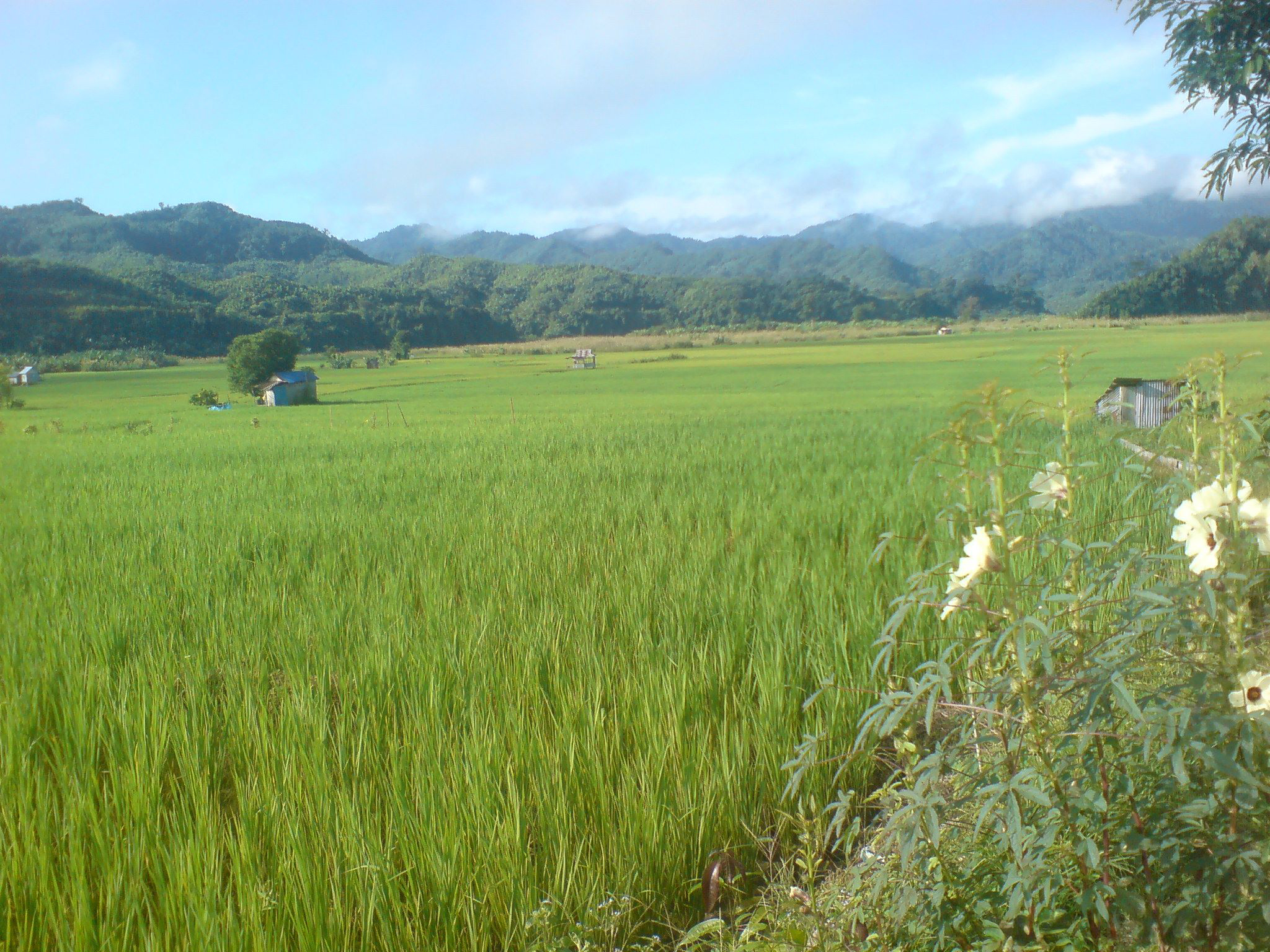
Reisfeld im Distrikt Serchhip

Die Wirtschaft Mizorams ist immer noch relativ stark von der Landwirtschaft geprägt. In den Jahren 2013–14 lebten etwa 60 Prozent der Bevölkerung von der Landwirtschaft und damit zusammenhängenden Wirtschaftszweigen. Der Primärsektor trug in diesem Zeitraum jedoch nur etwa 16 % zum Bruttoinlandsprodukt des Bundesstaates bei, 26 % wurden von der Industrie und 58 % vom Tertiärsektor beigetragen. Die Regierung Mizorams verfolgt auch deswegen seit einigen Jahren eine Politik der gezielten Effizienzsteigerung in der Landwirtschaft (New Land Use Policy, NLUP). Gefördert werden soll nach Regierungsangaben eine ökonomisch und ökologisch nachhaltige, profitable Landwirtschaft. Die alte Brandrodungswirtschaft (Jhum) soll aufgegeben werden. Gefördert werden der Nassreisanbau, Ölpalmenanbau, die Milchproduktion, Fischzucht, Seidenraupenzucht u. a. m. Die Diversifizierung der Landwirtschaft wird angestrebt. Die hauptsächlich angebauten Früchte waren 2014–15 (jährlich, geschätzt): 145.000 t Bananen, 94.000 t Zitrusfrüchte, 37.000 t Papaya, 37.000 t Ananas, 25.000 t Weintrauben, und in kleineren Mengen (unter 2.000 bis 5.000 t) Mango, Passionsfrucht, Jackfrucht, Litschi, Erdbeeren und Guaven. An Gemüsen wurden hauptsächlich produziert (2014–15, jährlich, geschätzt): Chayote 82.000 t, Kohl 49.000 t, Bittermelonen 26.000 t, Okra 25.000 t, Auberginen 17.000 t, Zwiebeln 12.000 t und Bohnen 6.000 t. Die wichtigsten Gewürzpflanzen waren Kurkuma (25.000 t) und Ingwer (31.000 t). Die Wirtschaftswachstumsrate Mizorams lag mit etwa 9 % (die absoluten Zahlenangaben variieren je nach Quelle) jährlich in den Jahren 2004 bis 2014 über dem schon relativ hohen gesamtindischen Durchschnitt. Das durchschnittliche Pro-Kopf-Einkommen wuchs ebenfalls stark, lag aber unter dem indischen Durchschnitt.

## Sport
Die Mizoram Premier League (auch  Mahindra Two Wheelers Mizoram Premier League) ist die höchstklassige Liga im indischen Bundesstaat Mizoram, national ist diese Liga die dritthöchste im indischen Fußball. Geführt wird die Liga von der Mizoram Football Association.